# Yu Chui Yee
Yu Chui Yee, auch Alison Yu Chui-yee (chinesisch 余翠怡, Pinyin Yú Cuìyí, Jyutping Jyu4 Ceoi3ji4; * 30. März 1984 in Hongkong) ist eine Rollstuhlfechterin aus Hongkong. Sie gewann bislang sieben Goldmedaillen bei Paralympischen Spielen.

## Werdegang
Yu Chui Yee erkrankte mit elf Jahren an Knochenkrebs, woraufhin ihr linkes Bein amputiert werden musste. Yu, die daraufhin aktiv als Schwimmerin begann, wechselte im Alter von 17 Jahren zum Rollstuhlfechten. Innerhalb kürzester Zeit erreichte sie einen guten Platz unter den besten ihres Landes. Mit 20 startete sie bei den Sommer-Paralympics 2004 in Athen und gewann dort alle vier Goldmedaillen in den Einzel- und den Team-Disziplinen im Florett und mit dem Degen. Damit war sie die erste Athletin, der es in dieser Sportart erstmals gelang vier Goldmedaillen zu gewinnen.
Bei den Sommer-Paralympics 2008 in Peking konnte sie den Erfolg aus 2004 nicht mehr wiederholen und gewann lediglich eine Goldmedaille im Florett-Einzel sowie Silber im Degen-Einzel. Die Teamwettbewerbe waren in Peking abgesagt worden. Vier weitere Jahre später gewann sie erneut Gold mit dem Florett und sicherte sich zudem in der Florett-Teamwertung die Bronzemedaille. Bei den Rollstuhlfecht-Weltmeisterschaften 2013 wurde sie im Einzel wie auch mit der Mannschaft Weltmeisterin. 2015 sicherte sie sich bei der Weltmeisterschaft nur eine Bronzemedaille.

## Privatleben
Nach der Paralympics 2004 erhielt Yu die Zulassung zum Studium an der Department of Geography and Resource Management der Chinese University of Hong Kong (CUHK) und machte dort einen Abschluss als Master of Arts (M. A.) in Sports Studies. 2013 gründete Yu mit einigen Freunden in Hongkong eine Fechtschule für Kinder. In einem Interview erzählte sie dazu, dass sie von diesen Kindern nicht erwartet künftige olympischen Medaillengewinner zu werden, sondern sie möchte ihnen durch den Fechtsport zeigen, dass das „Scheitern“ im Sport und zum Leben gehört, und dass man damit proaktiv umgehen kann, um positives daraus zu ziehen.

## Diverses
Yu erhielt 2001 bzw. 2002 zwei Mal den Hong Kong Junior Sports Stars Awards (香港傑出青少年運動員獎) und 2007 den (JCI) Ten Outstanding Young Persons Award (TOYP-Award – 十大傑出青年獎) in Hongkong. Als herausragender Sportlerin im Behindertensport wurde Yu mehrmals mit dem Outstanding Athlete Awards (傑出運動員獎) der Hong Kong Paralympic Committee & Sports Association for the Physically Disabled (HKPC&SAPD – 香港殘疾人奧委會暨傷殘人士體育協會, kurz 香港殘奧) ausgezeichnet. Sie erhielt vom Internationalen Paralympischen Komitee 2005 die Auszeichnung als „Best Debut Athlete“ (最佳新秀運動員). Yu ist Mitglied des IPC-Komitees für Bildung (englisch Education Committee).